# Luciano Benassi
Luciano Benassi (Pietrasanta, 30 settembre 1914 – ...) è stato un calciatore italiano, di ruolo attaccante.

## Carriera
Inizia la carriera nello Spezia, con cui nella stagione 1932-1933 gioca una partita in Serie B; l'anno seguente segna i suoi primi 4 gol in carriera, in 13 presenze, sempre nella serie cadetta, mentre nella stagione 1934-1935 gioca 6 partite segnando anche 3 gol. A causa del servizio militare a Milano, la squadra ligure nel 1935 lo cede alla Minerva Milano, con cui gioca nel campionato di Prima Divisione. Dopo una sola stagione torna allo Spezia, con cui nella stagione 1936-1937 segna 7 gol in 21 presenze in Serie B; l'anno seguente va invece a segno per 3 volte in 25 partite di campionato, venendo poi ceduto a fine stagione al Messina, con cui nella stagione 1938-1939 segna 8 gol in 17 presenze in Serie B; viene riconfermato anche per la stagione successiva, in cui va a segno 8 volte in 26 partite, per poi essere messo in lista di trasferimento a fine stagione. Nella stagione 1940-1941 gioca con la Ternana, con cui disputa 5 partite in Coppa Italia e 30 partite in Serie C, nel corso delle quali segna 7 gol. Dopo la Seconda Guerra Mondiale milita nella Lavagnese, fino al 1948.
In carriera ha giocato 109 partite in Serie B, con 33 gol segnati.

## Palmarès

### Club

#### Competizioni nazionali
- Serie C: 1

Borzacchini Terni: 1940-1941